# Santa Clara County
Santa Clara County er et county beliggende i den vest-centrale del af den amerikanske delstat Californien, tæt på Stillehavet. Hovedbyen i Santa Clara County er San Jose. I år 2010 havde Santa Clara County 1.781.642 indbyggere.

## Historie
Amtet blev grundlagt 18. februar 1850 som ét af Californiens oprindelige counties.

## Geografi
Ifølge United States Census Bureau er Santa Claras totale areal på 3.377,4 km², hvoraf de 34,51 km² er vand. 

### Grænsende amter
- San Benito County- syd
- Santa Cruz County - syd, sydvest
- San Mateo County - nordvest
- Alameda County - nord
- Stanislaus County - øst
- Merced County - sydøst

### Byer i Santa Clara
| - San Jose - Alum Rock, - Cambrian Park, - Willow Glen, - East San Jose - Alviso - Campbell - Cupertino - Gilroy - Los Altos - Los Altos Hills | - Los Gatos - Milpitas - Monte Sereno - Morgan Hill - Mountain View - Palo Alto - Santa Clara - Saratoga - Sunnyvale |